# Julien Gracq
Vous lisez un « bon article » labellisé en 2009.
Pour les articles homonymes, voir Gracq, Gracques, Poirier (homonymie) et Louis Poirier (homonymie).
« Gracq » redirige ici. Pour les articles homophones, voir GRAC et Gracques.
Cet article possède un paronyme, voir Julien Green.
Julien Gracq, nom de plume de Louis Poirier, né le 27 juillet 1910 à Saint-Florent-le-Vieil (Maine-et-Loire) et mort le 22 décembre 2007 à Angers, est un écrivain français.
Si Au château d'Argol, son premier roman, fortement influencé par le romantisme noir et par le surréalisme a attiré l'attention d'André Breton, c'est avec Le Rivage des Syrtes et surtout le refus de son auteur de recevoir le prix Goncourt en 1951 que Julien Gracq s'est fait connaître du public. Reconnaissance paradoxale pour cet écrivain discret qui s'est effacé derrière une œuvre protéiforme et originale, en marge des courants dominants de la littérature de son époque (voire en opposition avec eux), qu'il s'agisse de l'existentialisme ou du nouveau roman. Après avoir abandonné l'écriture de fiction, Julien Gracq publie à partir de 1970 des livres qui mélangent bribes d'autobiographie, réflexions sur la littérature et méditations géographiques.
Traduites dans vingt-six langues, étudiées dans des thèses et des colloques, proposées aux concours de l'agrégation, publiées de son vivant dans la bibliothèque de la Pléiade, les œuvres de Julien Gracq ont valu à leur auteur une consécration critique presque sans équivalent à son époque.

## Biographie

### Jeunesse et études

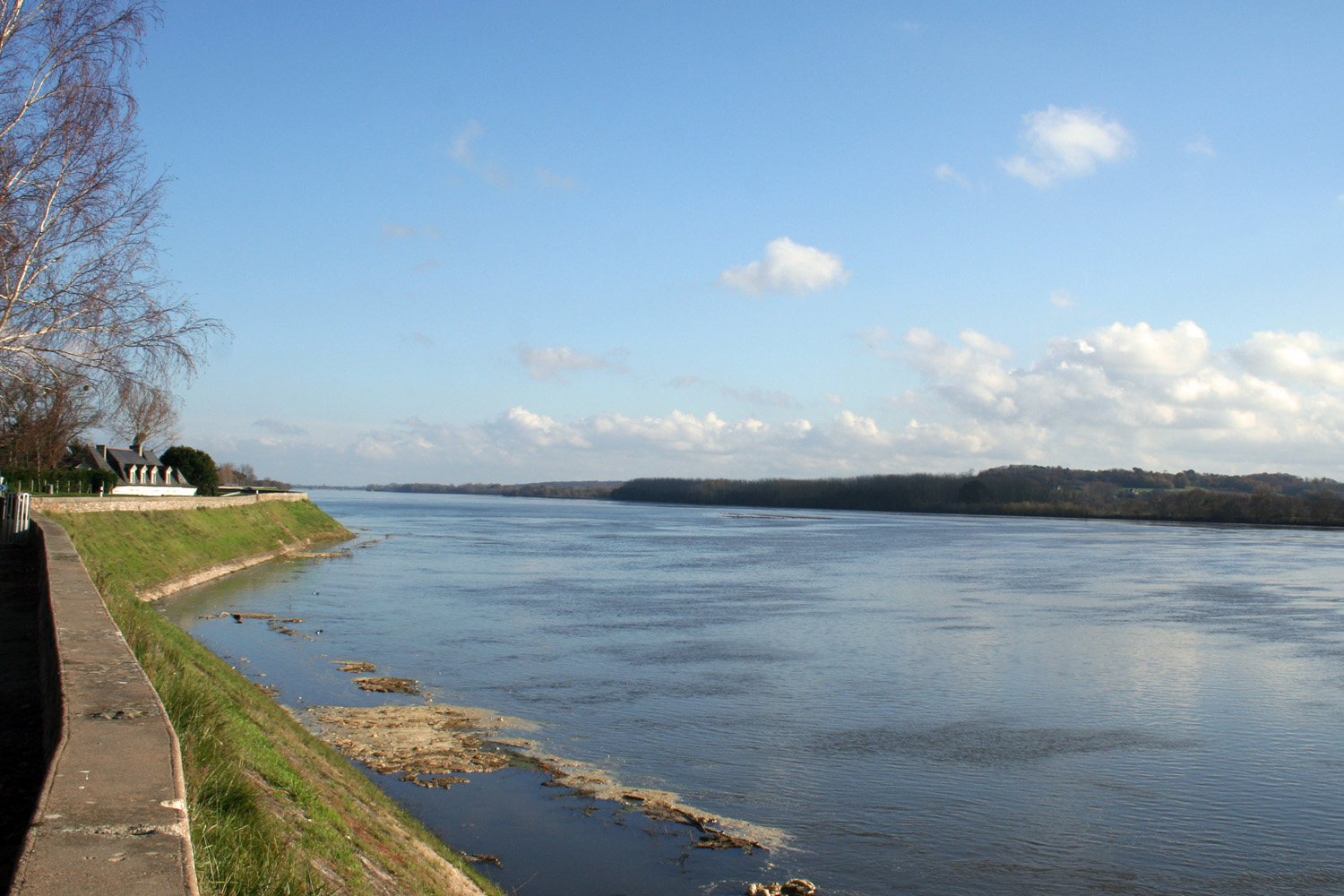
La Loire dans la région natale de Julien Gracq.

Second enfant d'Emmanuel Poirier et Alice Belliard, un couple de commerçants aisés (qui ont eu une fille, Suzanne, née neuf ans plus tôt, et à laquelle il restera très attaché), Louis Poirier est né le 27 juillet 1910 à Saint-Florent-le-Vieil, petite ville des bords de Loire, entre Angers et Nantes, où ses ancêtres paternels sont installés depuis plusieurs siècles,. Son grand-père a été boulanger, son père est mercier. Il y passe une enfance heureuse et campagnarde, expliquera-t-il plus tard, dont les premiers souvenirs sont associés à la lecture (il découvre très jeune les œuvres de Fenimore Cooper, d'Erckmann-Chatrian, d'Hector Malot, et surtout de Jules Verne, qui « a été la passion de lecture de toute [s]on enfance ») et à la présence, en arrière-plan, de la guerre, qui ne le touche pas directement, personne dans sa famille n'étant mobilisé.
En 1921, à l'issue de ses études primaires, il est envoyé à Nantes, où il devient interne au Lycée Georges-Clemenceau. Immédiatement, il se prend à détester la vie d'internat, qui lui semble pesante et odieuse. La découverte de Le Rouge et le Noir de Stendhal, dont la lecture le bouleverse, lui donne le modèle et le mode d'emploi de la révolte qui restera la sienne tout au long de son existence : une fin de non-recevoir, froide et délibérée, mais purement intérieure, assénée à l'ordre du monde social. Louis Poirier est toutefois un élève brillant : il obtient sept fois le prix d'excellence (avec 6 à 11 prix chaque année), trois prix et deux accessits au concours général — premier prix de thème latin, deuxième prix de français, troisième prix d'histoire, troisièmes accessits de philosophie et de version latine — lors des sessions 1927 et 1928.
En 1928, reçu au baccalauréat avec mention Très bien, il est admis en classe préparatoire au Lycée Henri-IV à Paris, où il suit les cours de philosophie d'Alain. Il découvre à cette époque l'art moderne, le cinéma, et la littérature contemporaine (Paul Valéry, Paul Claudel...). Enfin, en 1929, il a la révélation de l'opéra wagnérien, découvert lors d'une représentation de Parsifal. En 1930, Louis Poirier est admis sixième à l'École normale supérieure. C'est à cette époque qu'il découvre le surréalisme, à travers quelques ouvrages d'André Breton : Nadja, le Manifeste du surréalisme, peut-être aussi Les Pas perdus. Autre découverte, elle aussi marquante à sa façon : celle de l'idéologie nazie, par l'intermédiaire d'un groupe d'étudiants allemands à l'occasion d'un voyage scolaire à Budapest en 1931.
Louis Poirier suit en parallèle des cours à l'École libre des sciences politiques, dont il est diplômé en 1933 de la section diplomatique. Choisissant d'étudier la géographie, en hommage à Jules Verne, dira-t-il par la suite, il est élève d'Emmanuel de Martonne et d'Albert Demangeon. En 1934, Louis Poirier publie son premier texte, un article en partie issu d'un mémoire universitaire : « Bocage et plaine dans le sud de l'Anjou », qui paraît dans les Annales de géographie. La même année, il est reçu cinquième à l'agrégation d'histoire et géographie. De 1934 à 1935, il effectue son service militaire comme officier-élève à l'École militaire de l'infanterie et des chars de combat (EMICC) de Saint-Maixent (Deux-Sèvres), puis comme professeur au Prytanée militaire de La Flèche (Sarthe), et enfin au 65e RI de Nantes. En octobre 1935, rendu à la vie civile, il est affecté d'abord à Nantes au lycée Clemenceau où il avait été élève, puis au lycée La Tour d'Auvergne à Quimper de 1937 à 1939.

### Un écrivain «tardif»
C’est la bibliothèque d’Angers qui conserve le manuscrit autographe de Partnership, un roman de jeunesse inédit de Julien Gracq qu’il avait signé en 1931 de son vrai nom, Louis Poirier. Écrit à l’âge de 21 ans, et découvert très tardivement, ce manuscrit de 138 pages fait, à la première personne, le récit malheureux d’une amitié de jeunesse.
À Quimper, Louis Poirier anime le cercle d'échecs, ainsi qu'une section syndicale de la CGT. Il est également, à partir de 1936, adhérent au Parti communiste français. Son engagement politique le pousse à prendre part à la grève — illégale — de septembre 1938, ce qui lui vaut une suspension temporaire de traitement. Mais il a des difficultés à concilier cet engagement politique avec sa pratique de l'écriture, dont l'esthétique est très éloignée du réalisme socialiste.
En effet, en 1937, après avoir obtenu un congé sans solde d'une année pour se rendre en URSS afin d'y préparer une thèse de géographie (projet avorté pour cause de non-réception du visa d'entrée dans ce pays), Louis Poirier s'est lancé dans l'écriture d'un roman : il s'agissait là, explique-t-il plus tard, de son premier acte d'écriture. Il n'y a pas eu chez lui de « tentatives précoces », d'ébauches avortées rédigées au sortir de l'adolescence. Ce qui le conduit à expliquer qu'il se considère comme un « écrivain tardif » : « mon premier livre a été Au château d'Argol ; une heure avant de le commencer, je n'y songeais pas. » Ce premier roman, « plus abstrait, plus violent et plus révélateur » que ceux qui le suivent, met en scène les relations ambiguës, fortement teintées d'érotisme et de violence, entre trois jeunes gens (deux hommes et une femme), dans un style inspiré d'Edgar Allan Poe et de Lautréamont. Une fois l'écriture d'Au Château d'Argol achevée, Louis Poirier le fait parvenir aux éditions de la NRF, qui refusent le manuscrit. Il le laisse alors dans un tiroir, jusqu'à ce qu'il rencontre José Corti, l'éditeur des surréalistes, qui apprécie l'ouvrage et accepte de le publier à condition que son auteur participe aux frais d'édition. Le texte paraît, augmenté d'un « Avis au lecteur » rédigé après-coup, dans lequel l'auteur revendique les influences de Wagner et du surréalisme, et récuse par avance toute interprétation symbolique du roman. Plus tard, Gracq explique que cet « avis » avait pour fonction première de brouiller les pistes.
C'est à cette époque que Louis Poirier décide de prendre un pseudonyme littéraire, afin de « séparer nettement [s]on activité de professeur de [s]on activité d'écrivain ». Voulant que l'ensemble du nom et du prénom forme trois syllabes et contienne des sonorités qui lui plaisent, il se décide pour Julien Gracq. Le prénom est sans doute un hommage à Julien Sorel, le héros du Rouge et le Noir, tandis que le nom peut faire référence aux Gracques de l'histoire romaine, même s'il a peut-être surtout été choisi pour sa brièveté, sa voyelle grave et sa finale explosive.
La diffusion du Château d'Argol est confidentielle (130 exemplaires vendus en un an, sur un tirage de 1 200), mais celui-ci est remarqué par Edmond Jaloux, Thierry Maulnier, et surtout André Breton, qu'il connaissait déjà et à qui Gracq avait envoyé un exemplaire du roman. Le « pape du surréalisme » lui adresse en réponse une lettre enthousiaste et lors d'une conférence prononcée à Yale en octobre 1942, Breton précisera l'importance qu'il accorde à ce roman « où, sans doute pour la première fois, le surréalisme se retourne librement sur lui-même pour se confronter avec les grandes expériences sensibles du passé et évaluer, tant sous l'angle de l'émotion que sous celui de la clairvoyance, ce qu'a été l'étendue de sa conquête. »
Les deux hommes se rencontrent à Nantes en août 1939, et immédiatement est réglée la question de la non-appartenance de Gracq au groupe surréaliste, auquel il ne souhaite pas se joindre.
Il rompt la même année avec le Parti communiste, à la suite de l'annonce du pacte germano-soviétique. « Depuis, je n'ai jamais pu ni mêler quelque croyance que ce soit à la politique, ni même la considérer comme un exercice sérieux pour l'esprit », avouera-t-il plus tard, tout en précisant qu'il « li[t] les journaux » et « vote régulièrement ».

### La période de la guerre

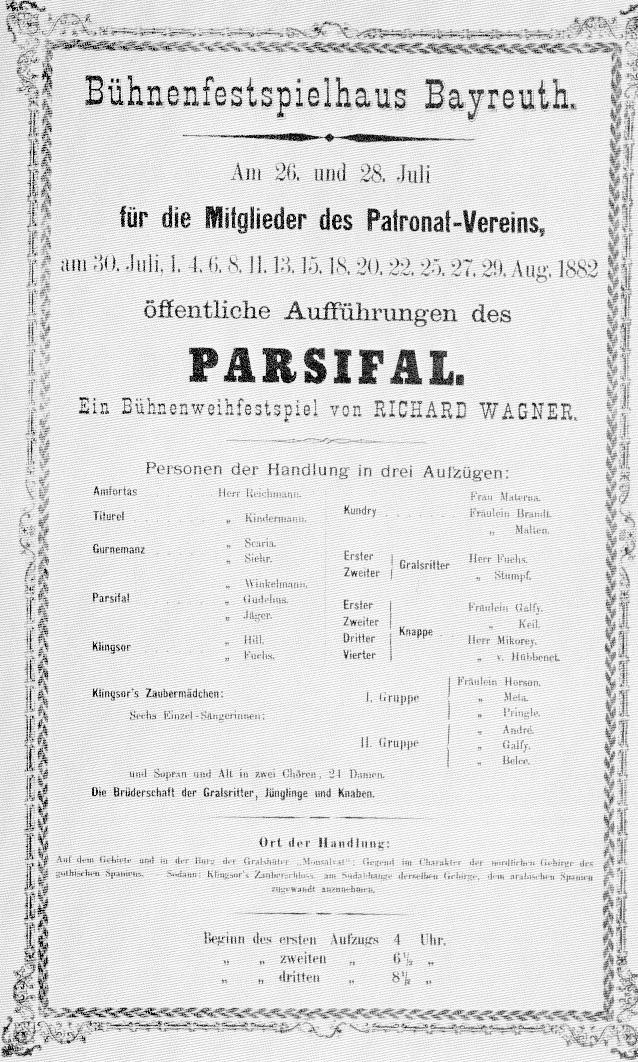
Affiche annonçant la création de Parsifal (1882), opéra que Julien Gracq découvre en 1929.

On a souvent dit que les fictions de Julien Gracq se caractérisent par l'attente d'un événement, dont la nature est généralement catastrophique et à l'orée duquel se concluent ses récits. À la fin de l'année 1939, cette situation dans laquelle il se plaît à se trouver en imagination rejoint l'atmosphère générale dans laquelle baigne la France de la « drôle de guerre », cette époque « très étrange » où « tout était en suspens ». « La débâcle était dans l'air, expliquera-t-il plus tard, mais il était absolument impossible de prévoir sur quoi allait déboucher cette attente très anxieuse. » Cette période très particulière d'une guerre déjà déclarée mais pas encore commencée lui fournira la matière du Rivage des Syrtes (1951) et du Balcon en forêt (1958). Louis Poirier est mobilisé à la fin du mois d'août 1939 dans l'infanterie, avec le grade de lieutenant au 137e RI.
Le régiment, d'abord cantonné à Quimper, est envoyé à Dunkerque, puis en Flandres, avant de revenir à Dunkerque, où, au mois de mai 1940, il affronte l'armée allemande durant huit jours, autour de la tête de pont de Dunkerque. Gracq est fait prisonnier et envoyé dans un oflag en Silésie, où sont également internés Patrice de La Tour du Pin, Raymond Abellio, ou encore Armand Hoog, qui devait plus tard décrire l'attitude du prisonnier Gracq en ces termes : « [il était] le plus individualiste, le plus anticommunautaire de tous, le plus férocement antivichyssois, il passait là-dedans comme soutenu par son mépris, sans se laisser atteindre ». Ayant contracté une infection pulmonaire, Julien Gracq est libéré en février 1941. Il retourne alors à Saint-Florent-Le-Vieil, juste à temps pour revoir son père, gravement malade, avant que celui-ci, peu après, ne décède.
Julien Gracq reprend alors ses activités d'enseignement, au lycée d'Angers d'abord, puis, à partir de 1942, à l'université de Caen en qualité d'assistant de géographie, où il entame une thèse sur la « morphologie de la Basse-Bretagne », qu'il n'achèvera pas.
En décembre 1943, Gracq achète à la gare d'Angers un exemplaire de Sur les falaises de marbre d'Ernst Jünger, qu'il lit d'une traite, sur un banc, dans la rue. Il racontera dans Préférences (« Symbolique d'Ernst Jünger », 1959) quel bouleversement a été pour lui la découverte de ce « livre emblématique ». Les deux hommes se rencontreront à Paris en 1952, et deviendront amis. Jünger écrira dans son journal qu'il considère Gracq comme étant celui qui, « après la mort de [s]on cher Marcel Jouhandeau, écrit la meilleure prose française ». La critique universitaire a par ailleurs relevé, entre les œuvres du Français et celles de l'Allemand, des similitudes stylistiques et thématiques et pour Michel Murat « l'ombre des Falaises s'étend au cœur de la fiction gracquienne, du Rivage des Syrtes au Balcon en forêt, en passant par le roman inachevé dont La Route constitue le vestige ».

### De 1945 auRivage des Syrtes

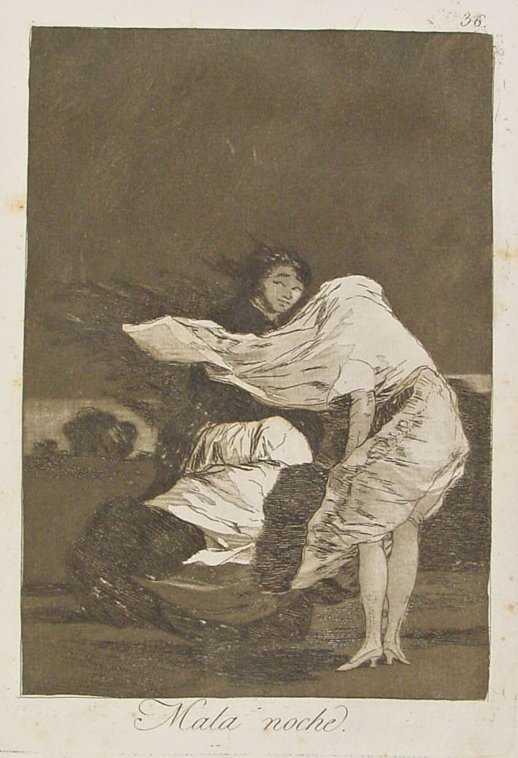
La Mala noche, une gravure de Francisco de Goya (série des Caprices, 1799) qui « donne des clés de l'érotisme gracquien »

En 1945 paraît le deuxième roman de Julien Gracq : Un beau ténébreux, publié lui aussi aux éditions José Corti, auxquelles Gracq restera fidèle tout au long de sa carrière littéraire. Écrit en deux temps (une première partie a été rédigée en Silésie, durant la captivité de Gracq, tandis que la seconde a été écrite en même temps que les poèmes de Liberté grande en 1942), le roman raconte la rencontre entre un groupe de personnages à « l’Hôtel des Vagues », sur la côte bretonne, et un mystérieux jeune homme, Allan. L'œuvre développe, sous la forme de longs dialogues, une réflexion sur la littérature qui sera poursuivie dans les grands textes théoriques ultérieurs. Proposé pour le Prix Renaudot, Un Beau ténébreux obtient trois voix, ce qui attire l'attention sur  Le château d'Argol, réédité la même année. Tous les comptes rendus ne sont d'ailleurs pas élogieux : Étiemble notamment exécute dans Les Temps modernes la première œuvre de l'écrivain, en laquelle il dénonce un exercice de style artificiel et prétentieux. À l'inverse, Maurice Blanchot, qui avait apprécié Argol, est déçu par le deuxième roman.
L'année suivante paraît un recueil de poèmes en prose, Liberté grande, d'inspiration surréaliste et rimbaldienne, écrits entre 1941 et 1943, qui pour certains ont déjà été publiés dans des revues proches de la mouvance surréaliste. L'ouvrage sera augmenté de plusieurs textes lors de rééditions ultérieures, et notamment de « La sieste en Flandre hollandaise », un des chefs-d'œuvre de la prose gracquienne.
En 1946, Julien Gracq quitte l'université de Caen. Il est nommé l'année suivante au lycée Claude-Bernard de Paris, où il enseigne l'histoire-géographie jusqu'à sa retraite en 1970, se montrant un enseignant d'une pointilleuse exactitude, qui « s'arrangeait pour que son discours s'achève à la seconde même où se déclenchaient les sonneries ». Il habite rue de Grenelle, à côté de la fontaine des Quatre-Saisons.
C'est en 1948 qu'est publié le premier grand ouvrage critique de Julien Gracq : il est consacré à André Breton, envisagé non pas en tant que chef de file du mouvement surréaliste, mais bien en tant qu'écrivain, ainsi que l'indique son sous-titre : Quelques aspects de l'écrivain. Pour autant, le choix de ce sujet d'étude, outre qu'il correspond à un désir ancien d'écrire sur l'auteur de Nadja, s'inscrit dans le contexte d'une polémique autour de la nature et de l'actualité du surréalisme en regard des orientations nouvelles de la littérature « engagée » : en 1945, Benjamin Péret a écrit Le Déshonneur des poètes, qui dénonçait la notion de poésie engagée. En 1947, lui répondent Roger Vailland, dans un pamphlet intitulé Le Surréalisme contre la révolution et Tristan Tzara dans une conférence sur Le surréalisme et l'après-guerre, tandis que Jean-Paul Sartre explique au même moment que « le surréalisme n'a plus rien à nous dire ». En s'intéressant à la figure de Breton, Julien Gracq prend le parti de Breton et de Péret, aux côtés de Maurice Blanchot, de Jules Monnerot et de Georges Bataille, contre les « compagnons de route » du Parti communiste, Sartre en tête, envers qui il manifestera une hostilité constante.
La même année est publié Le Roi Pêcheur, une adaptation théâtrale du mythe du Graal écrite entre 1942-1943. La pièce est représentée à Paris en 1949, au théâtre Montparnasse, dans une mise en scène de Marcel Herrand, avec des costumes et des décors créés par Leonor Fini. Maria Casarès et Jean-Pierre Mocky interprètent les rôles principaux. Le Roi pêcheur est éreinté par la critique, qui reproche à son auteur, tantôt d'avoir laïcisé le mythe, tantôt de ne pas l'avoir adapté au goût moderne. Le fait que cette « entreprise au ton scolaire et [qui] pue l'artifice » (Robert Kemp dans Le Monde) ait bénéficié d'un financement public attribué par la Commission d'aide à la première pièce (dépendant du Ministère de l'Éducation nationale) renforce la virulence de certains de ces critiques, qui ne manquent pas de noter que le ministre en personne était présent à la première et qu'il est sorti avant la fin de la pièce. Ulcéré, Gracq renonce à écrire pour le théâtre (en 1954, il traduira néanmoins la Penthésilée d'Heinrich von Kleist à la demande de Jean-Louis Barrault). Quelques années auparavant, il avait déjà exprimé son agacement de la critique parisienne en publiant, en 1950, dans Empédocle, la revue d'Albert Camus, « La Littérature à l'estomac », un texte dont le style rappelle celui des pamphlets surréalistes. Dans ce livre que l'historienne Ariane Chebel d'Appollonia a qualifié de « pavé [jeté] dans la mare de l'intelligentsia parisienne » sont dénoncés les différents systèmes de promotion moderne de la littérature, accusés de dénaturer la relation intime qui doit s'établir entre l'œuvre et son lecteur.
Avec le Rivage des Syrtes, publié en septembre 1951, Gracq renoue avec l'écriture romanesque. L'histoire de la déclinante principauté d'Orsenna, l'atmosphère de fin de civilisation qui l'imprègne (et qui transpose sur le mode mythique les époques de la montée du nazisme et de la drôle de guerre), le style hiératique de l'auteur séduisent la critique, qui encense ce roman à contre-courant d'une production littéraire dominée par l'éthique et l'esthétique existentialistes Le roman est par ailleurs souvent comparé au Désert des Tartares de Dino Buzzati, dont la traduction française a été publiée quelque temps auparavant, mais Julien Gracq réfutera le fait qu'il ait pu être influencé par le roman de l'écrivain italien, et évoquera comme source d'inspiration La Fille du capitaine de Pouchkine. Paru en pleine rentrée littéraire, Le Rivage des Syrtes fait partie des romans sélectionnés pour le prix Goncourt, pour l'obtention duquel il fait bientôt figure de favori. Peu soucieux de laisser croire « qu’après avoir sérieusement détourné peut-être quelques jeunes (peu nombreux, qu’on se rassure) de la conquête des prix littéraires, [il] songe maintenant à la dérobée à [se] servir », Gracq écrit au Figaro littéraire une lettre ouverte dans laquelle il s'affirme, « aussi résolument que possible, non candidat ». Il réitère le lendemain, dans un entretien accordé à André Bourin, sa décision de refuser le prix s'il lui est attribué. Le 3 décembre, le jury du Goncourt rend son verdict : le prix 1951 est attribué à Julien Gracq pour le Rivage des Syrtes, à l'issue du premier tour, par six voix contre trois. Conformément à ce qu'il avait annoncé, Gracq refuse le prix. Il est le premier écrivain à agir ainsi, ce qui engendre une importante polémique dans les médias. Julien Gracq restera marqué par ce qui lui est apparu comme un abus de pouvoir, et s'abstiendra désormais de toute intervention directe sur la scène littéraire.

### La théorie et la pratique de la littérature

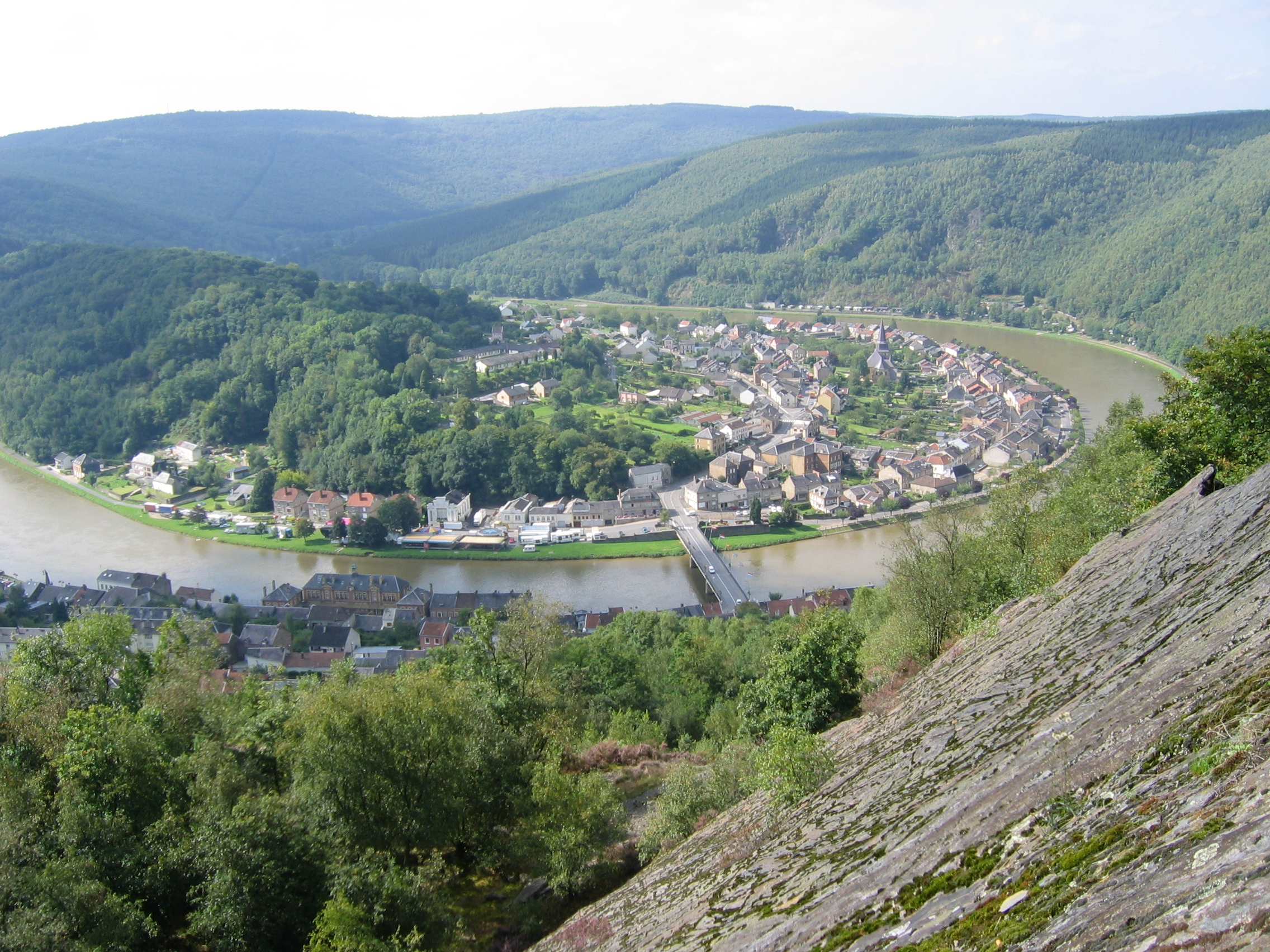
Monthermé, en bord de Meuse, qui fournit le modèle de Moriarmé dans Un balcon en forêt.

L'emploi du temps de Julien Gracq, depuis son affectation, comme professeur d'histoire, de janvier 1947 à juin 1970, au lycée Claude-Bernard, se partage entre Saint-Florent-Le-Vieil et Paris, l'enseignement, l'écriture et les voyages, qu'il effectue de préférence en fin d'été ou au début de l'automne (la période des « grandes vacances » étant de préférence dévolue à l'écriture), en France ou dans les pays voisins, parfois pour des conférences.
En 1953, il rencontre Nora Mitrani, sociologue et poétesse, membre du groupe surréaliste de Paris. Le couple fréquente Elisa et André Breton, visite André Pieyre de Mandiargues à Venise, etc.. Gracq restera très discret sur ce sujet et n'évoquera jamais publiquement sa liaison avec la jeune femme, qui meurt en 1961 et dont il préfacera le recueil posthume Rose au cœur violet (1988).
En parallèle, Julien Gracq continue à construire son œuvre. En 1952, il publie, dans une édition hors-commerce limitée à soixante-trois exemplaires, un texte rédigé entre 1950 et 1951 : Prose pour l'Étrangère, un poème en prose qui, par son écriture comme par sa thématique, n'est pas sans rappeler Le Rivage des Syrtes (et où se pose donc de manière aiguë la question du rapport qu'entretient l'œuvre narrative de Gracq, volontiers poétique dans son écriture, avec le genre du poème en prose). Entre 1953 et 1956, il entreprend la rédaction d'un autre grand roman a-temporel, dans la lignée du Rivage des Syrtes, et qui doit évoquer le siège d'une ville dans un pays déjà tombé aux mains de l'ennemi. Mais au bout de trois ans et de deux cent cinquante pages rédigées, Gracq se sent bloqué dans son processus de création, ce qui est presque une constante chez lui lorsqu'il crée une œuvre de fiction : au moment où il parvient à la dernière partie du récit, le fil « qui joint le travail fait au travail à faire » se rompt, pendant plusieurs mois, un an même dans le cas du Rivage des Syrtes. Il interrompt alors – provisoirement, pense-t-il à ce moment-là – l'écriture de ce roman pour se lancer dans un autre projet d'écriture : celui d'un récit ancré dans cette période de la drôle de guerre qui l'avait tant frappé. Le roman interrompu n'est finalement jamais repris (seules vingt pages subsistent, publiées en 1970 dans le recueil La Presqu'île sous le titre de « La Route »). Quant au récit sur la drôle de guerre, intitulé Un balcon en forêt, il est publié en 1958. Cette histoire des vacances oniriques de l'aspirant Grange dans la forêt ardennaise déconcerte la critique, qui ne s'attendait pas à ce que l'auteur du Rivage des Syrtes produise une fiction « réaliste » (ce qualificatif sera récusé par Gracq, qui n'envisageait pas le Balcon comme une rupture par rapport aux livres précédents). Le metteur en scène Michel Mitrani, frère de Nora Mitrani, en tirera en 1979 une adaptation cinématographique qui conserve le même titre.

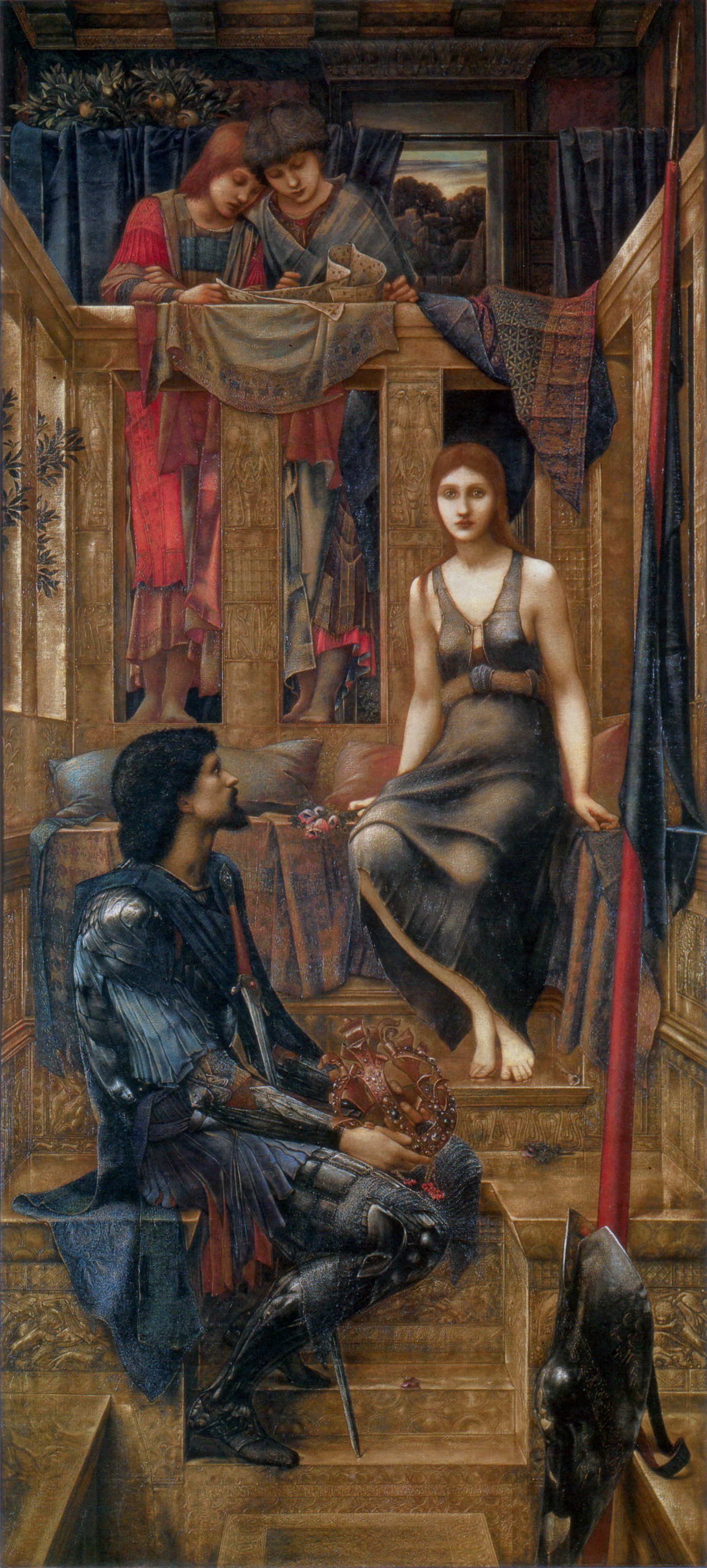
Edward Burne-Jones, Le roi Cophetua et la mendiante vierge (1884), tableau évoqué dans la nouvelle de Gracq Le Roi Cophetua.

Le texte suivant, Préférences (1961), renoue avec la veine critique inaugurée avec André Breton, Quelques aspects de l'écrivain, et qui sera particulièrement explorée par Gracq au cours des années suivantes. L'ouvrage est en fait un recueil de textes écrits depuis 1945, qui reprend préfaces (comme « Le Grand paon » - à propos de Chateaubriand), études littéraires (« Spectre du Poisson soluble »), entretien radiophonique (« Les yeux bien ouverts »), ainsi que le pamphlet La Littérature à l'estomac et une conférence prononcée en 1960, « Pourquoi la littérature respire mal », où se remarque l'influence des thèses d'Oswald Spengler sur le « déclin de l'Occident ». De cet ensemble émergent effectivement les préférences littéraires de Gracq : son goût pour Jünger, Lautréamont, Rimbaud, Poe, Breton, les romantiques allemands, et certaines œuvres marginales d'auteurs classiques (Béatrix de Balzac, Bajazet de Racine...), son refus de l'esthétique existentialiste et de la littérature techniciste que constitue selon lui le Nouveau roman.
Lettrines I (1967), poursuit sur la lancée des textes critiques, auxquels sont associées des évocations de lieux, le tout relié autour d'un noyau autobiographique, ce qui constitue un infléchissement inattendu de l'œuvre d'un auteur aussi discret que Julien Gracq. En fait, seules deux périodes de sa vie sont évoquées : l'enfance et la guerre. Et encore la seconde n'est-elle traitée qu'à travers l'épisode, empreint d'irréalité, de « la nuit des ivrognes », qui revient sur la débâcle de 1940 déjà évoquée dans Un Balcon en forêt. Il n'y a en fin de compte que les souvenirs d'enfance de Louis Poirier qui sont traités sur un mode réaliste. La forme de ce livre est elle aussi nouvelle, constituée d'une juxtaposition de « notes » ou de « fragments », extraits de cahiers sur lesquels, depuis 1954, Julien Gracq jette notes ou textes plus élaborés. De ces mêmes cahiers naîtront Lettrines II (1974), En lisant en écrivant (1980) et les Carnets du grand chemin (1992).
En 1970, La Presqu'île marque les adieux de Julien Gracq à la fiction. Dans ce recueil sont réunies trois nouvelles : « La Route », vestige du grand roman commencé après Le Rivage des Syrtes, qu'il semble prolonger ; « La Presqu'île », récit du désir et de l'attente dans la presqu'île de Guérande, dont le réalisme rappelle en même temps qu'il met à distance le nouveau roman ; enfin « Le Roi Cophetua », qui peut être lu comme une variation autour du mythe de Perceval, transposé dans le cadre d'une maison de campagne dans la banlieue de Paris en 1917. De cette dernière nouvelle, le cinéaste belge André Delvaux a tiré en 1971 un film intitulé Rendez-vous à Bray, considéré comme la meilleure adaptation à ce jour d'une œuvre de Julien Gracq pour le cinéma.

### La consécration critique
En 1970, Louis Poirier fait valoir ses droits à la retraite et, le 30 juin, se rend pour un séjour de deux mois aux États-Unis, où il a été invité par l'université du Wisconsin en qualité de visiting professor. Il y donne des cours sur le roman français après 1945, anime un séminaire sur André Breton, et va rendre visite à August Derleth, l'ancien collaborateur de Lovecraft. De retour en France, il poursuit la publication de ses cahiers, avec Lettrines II (1974), puis Les Eaux étroites (1976), où il évoque le souvenir des promenades qu'il faisait enfant sur les bords de l'Evre, et surtout En lisant en écrivant (1980), qui marque un tournant dans la réception critique de son travail : l'œuvre romanesque est reléguée au second plan, tandis qu'est mis en avant le travail critique et réflexif du lecteur au regard précis et profond qu'est Julien Gracq. Réunis en seize sections, les fragments/notes qui composent En lisant en écrivant (sans virgule entre les deux, afin de signifier l'absence de solution de continuité dans la vie d'un écrivain entre l'activité de la lecture et celle de l'écriture) évoquent Stendhal, Proust, Flaubert, le surréalisme, les rapports entre la littérature et la peinture, la littérature et le cinéma, etc.
Le début des années 1980 marque également la reconnaissance officielle de Julien Gracq par l'institution universitaire : en mai 1981, un premier grand colloque est organisé autour de son œuvre à l'Université d'Angers. L'année suivante, Le Rivage des Syrtes est mis au programme de l'agrégation de lettres modernes. Michel Murat termine en 1983 une importante thèse sur ce roman, qui est ensuite publiée en deux volumes aux éditions José Corti. À la fin de cette même décennie, c'est le milieu littéraire qui rend hommage à Julien Gracq : les éditions Gallimard entreprennent de publier, de son vivant - honneur très rare - ses œuvres dans la prestigieuse collection de la Bibliothèque de La Pléiade. Les deux tomes des Œuvres complètes de Julien Gracq sont publiés respectivement en 1989 et 1995, dans une édition établie sous la direction de l'universitaire allemande Bernhild Boie, qui avait en 1966 publié (en allemand) l'un des tout premiers livres consacrés à Julien Gracq, et que ce dernier choisira pour être son exécutrice testamentaire.
De son côté, Julien Gracq publie ses trois dernières œuvres, dont deux sont consacrées à des villes : La Forme d'une ville (1985), où est évoqué le Nantes des années d'internat de Louis Poirier, mais aussi celui de Jules Verne, d'André Breton et de Jacques Vaché, et Autour des sept collines (1988), qui regroupe un certain nombre de réflexions écrites à propos d'un voyage en Italie en 1976. Enfin, en 1992, les Carnets du grand chemin renouent avec la veine des Lettrines, mêlant évocations de paysages, fragments autobiographiques et réflexions sur la littérature. Ces Carnets marquent la fin de l'œuvre publiée de Julien Gracq, si l'on excepte le recueil des Entretiens qui paraissent aux éditions José Corti en 2002 et qui réunissent des interviews données par Julien Gracq entre 1970 et 2001. Ouvrage qui, sans faire à proprement parler partie de l'œuvre, en est une forme de prolongement. S'il continue tout de même à écrire dans ses carnets, il ne s'agit plus que de « textes bruts » qui ne sont pas destinés à devenir des livres publiés.

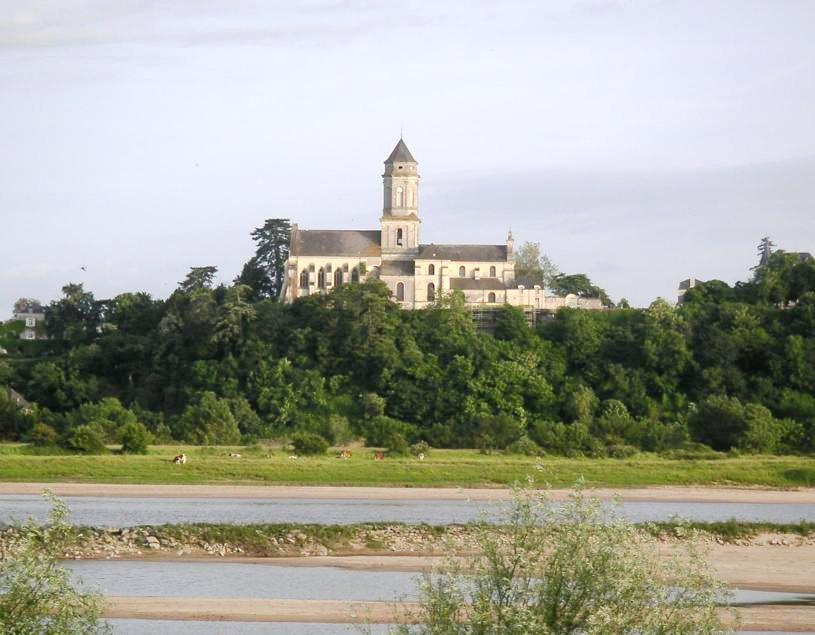
Saint-Florent-le-Vieil et son église abbatiale.

Après avoir longtemps vécu dans son appartement de la rue de Grenelle à Paris, Julien Gracq se retire dans la maison familiale de la Rue du Grenier-à-Sel à Saint-Florent-Le-Vieil, où il vit en compagnie de sa sœur, qui disparaît en 1997. Bien qu'ayant toujours maintenu ses distances avec les milieux littéraires, il entretient plusieurs correspondances épistolaires et reçoit écrivains et chercheurs dans la maison familiale devenue trop grande pour lui et dont il ne chauffe plus toutes les pièces. Quelques mois avant sa mort, il accorde un dernier entretien à Dominique Rabourdin pour Le Magazine littéraire. Il y évoque sa disparition prochaine, dont la perspective, explique-t-il, « ne [le] scandalise pas » : « quoique très proche pour moi, sa pensée ne m'obsède pas : c'est la vie qui vaut qu'on s'en occupe. »
Julien Gracq s'éteint le 22 décembre 2007. Incinéré au crématorium de Montreuil-Juigné, près d'Angers, ses cendres sont déposées dans une tombe dans le cimetière de son village natal. La presse est unanime à lui rendre hommage. Par testament, il a légué la totalité de ses manuscrits à la Bibliothèque nationale (une copie devant en être adressée à la Bibliothèque universitaire d'Angers). Ceux-ci comprennent notamment l'ensemble de 29 cahiers de fragments intitulé Notules, soit trois mille cinq cents pages qui n'ont que partiellement été publiées, notamment dans les deux volumes de Lettrines. La partie inédite ne pourra être divulguée que vingt ans après la mort de l'écrivain. Les autres biens de Julien Gracq (meubles, photographies, correspondance avec André Breton, Jean-Louis Barrault, éditions originales accompagnées d'envois, etc.) ont été vendus aux enchères à Nantes le 12 novembre 2008. Cette vente a atteint 700 000 euros.
Les œuvres de Julien Gracq ont été traduites en vingt-six langues.

## Quelques aspects de l'écrivain

### L'écriture-mouvement
L'un des reproches que Julien Gracq adressait à la critique littéraire était de concevoir les œuvres comme des structures, de tenir « sous son regard le livre comme un champ déployé » et d'y chercher « des symétries, des harmonies d'arpenteur », alors que ses « secrets opératoires y relèvent exclusivement de la mécanique des fluides. » Autrement dit, pour Gracq, la littérature, y compris le roman, est rythme, « pur mouvement, prise de possession de l'espace et projection vers l'avenir » commente Bernhild Boie, bien davantage que construction. L'analyse des manuscrits de Julien Gracq a d'ailleurs montré qu'il ne s'astreignait pas à fabriquer de plan pour ses romans, qu'il n'y avait pas chez lui mise en place de stratégie romanesque préalable à l'écriture. C'est dans le mouvement même de l'écriture que se construit le roman, son style, son rythme, pratiquement sans retour de l'auteur sur ce qu'il a écrit. Il n'y a pas trace dans les brouillons de Gracq de longs passages supprimés, ou de chapitres déplacés : « j'écris toujours en suivant l'ordre du déroulement du récit », confiait Gracq à Jean Roudaut. L'image qui symboliserait le mieux ce mouvement de l'écriture gracquienne serait, selon Bernhild Boie, celle que l'on trouve dans la nouvelle La Presqu'île, où il est écrit que « toute [la] course de l'après-midi avait penché vers cette route perdue où la voiture accélérait et prenait le dernier relais [...] jamais il n'était arrivé à la mer autrement que comme un cycliste dévale une pente, le cœur battant du sentiment de l'espace qui se creuse, de tous les freins lâchés [...] » ; texte qui d'après elle « reproduit très exactement le mouvement fondamental, et du livre d'où il est tiré et de l'œuvre de Gracq dans son ensemble. » Les romans de Gracq semblent ainsi reproduire les derniers moments des Aventures d'Arthur Gordon Pym : une dérive, lente d'abord, puis qui va s'accélérant à mesure que l'on s'approche de la catastrophe finale. C'est ce que Gracq expliquait dans un entretien de 2001 avec la même Bernhild Boie :
« Ce que j'écris, dans mes ouvrages de fiction, coule dans le lit du temps, va vers quelque chose, ne comporte pas, ou très peu, de bifurcations, de retours en arrière, d'inclusions parasitaires ou de péripéties [...] Ces livres ne peuvent guère agir s'ils ne donnent pas le sentiment d'un mouvement porteur, continu, qui les mène moins peut-être vers un point final que plutôt vers une espèce de cataracte. »
Cette pratique de la littérature, qui procède exclusivement en allant de l'avant, et qui, de la même manière que la lecture « progresse selon un vecteur unique », nécessite donc que, dès l'incipit, soit trouvé l'angle d'attaque qui permettra de mener l'œuvre à son terme, faute de quoi elle est irrémédiablement perdue. C'est l'expérience qu'a faite Julien Gracq avec le roman inachevé dont il n'a pu sauver que le fragment intitulé « La Route » : le récit s'était dès le départ fourvoyé dans une impasse, ce dont l'écrivain ne s'est rendu compte qu'après trois ans de travail. Il a alors fallu abandonner définitivement le projet. Dans un entretien de 1981, Gracq confiait que « le livre est mort de ce qu'[il] n'avai[t] pas choisi, pour l'attaquer, le ton juste : une erreur qui ne se rattrape guère. »

### La maturation de l'écriture
Dans l'ouverture d'En lisant en écrivant, Julien Gracq distinguait entre deux types d'écrivains : ceux qui, « dès leur premier livre, écrivent déjà comme ils écriront toute leur vie » et ceux « qui voient le jour du public encore immatures, et dont la formation, parfois assez longuement, se parachève sous les yeux mêmes des lecteurs. » S'il est sans doute discutable de classer Gracq dans la seconde catégorie, l'évolution de son style est perceptible entre les premiers et les derniers écrits. Le même mouvement qui préside à l'élaboration de chaque ouvrage se retrouve dans le mouvement général de l'œuvre : c'est au fil de l'écriture que s'est affiné le style, le rythme propre de l'écriture gracquienne. La structure de la phrase s'est aérée et s'est désencombrée de ces adjectifs et de ces adverbes qui agaçaient tellement Étiemble dans le Château d'Argol,. Le lexique abandonne peu à peu la tonalité impressionniste pour chercher à rendre avec la plus grande précision possible l'acuité de la vision dont procède l'écriture. Ce que Gracq a lui-même qualifié de passage des « mots-climat » aux « mots-nourriture », les premiers visant à provoquer un « ébranlement vibratile », à la manière d'un « coup d'archet sur l'imagination », là où les deuxièmes, plus « compacts », visent à être « happ[é]s » par l'oreille « un à un, comme le chien [le fait d]es morceaux de viande crue. »
Ce mouvement qui mène l'écrivain vers sa maturité stylistique est indissociable de l'évolution qui l'a mené d'une fiction fortement teintée de références d'ordre fantasmatique, à l'écriture par fragments, ainsi qu'à intégrer la réalité historique et géographique dans ses livres, puis à faire une place discrète à l'autobiographie,.

### Les fictions
On peut toutefois repérer des invariants dans les fictions de Julien Gracq. Hubert Haddad a ainsi fait remarquer que la scénographie des romans était à peu près toujours la même : « un lieu clos, mais frontalier. » Un château (Au château d'Argol), un hôtel (Un beau ténébreux), une forteresse (Le Rivage des Syrtes), une Maison forte (Un balcon en forêt). Quant à la frontière, elle est figurée la plupart du temps par la mer, en laquelle on a pu déceler l'élément fondamental du récit gracquien, ou, dans le dernier cas, par la forêt (elle-même située sur la frontière entre la France et la Belgique.) C'est dans cet espace-frontière, ce seuil entre l'Ici et l'Ailleurs, cet entre-deux que se meuvent des personnages qui sont eux-mêmes, « par rapport à la société, dans une situation de "lisière", par une guerre, par des vacances, par une disponibilité quelconque. De sorte que cette mise sous tension du lieu de l'action mobilise plus décisivement des personnages qui sont eux-mêmes momentanément désancrés », expliquait Julien Gracq à Jean Carrière. Toutes les fictions de Gracq sont construites à partir de cet entre-deux, à la fois spatial (matérialisé par la frontière) et temporel : elles sont dans l'attente de l'évènement décisif, celui vers lequel tend « [l']accroissement progressif de la pression » qui les conduit « jusqu'à un moment de bascule », explique Michel Murat.
Néanmoins, entre les premières et les dernières fictions, on observe de nets infléchissements. Le premier roman, Au château d'Argol (1938), s'écartait résolument de toute réalité référentielle comme de toute expérience vécue : l'espace construit y est purement imaginaire. Selon Gracq en effet, la création d'un univers diégétique autonome et séparé du réel est l'une des conditions nécessaires de la fiction. Il s'en est expliqué dans Lettrines, écrivant que :
« Quand il n'est pas songe et, comme tel, parfaitement établi dans sa vérité, le roman est mensonge, quoi qu'on fasse, ne serait-ce que par omission, et d'autant plus mensonge qu'il cherche à se donner pour image authentique de ce qui est. »
Pourtant, à partir du Rivage des Syrtes (1951), même si l'univers reste fictif, commencent à être mobilisées l'expérience historique de l'auteur (la « Drôle de guerre ») et ses connaissances géographiques. Mais c'est surtout avec Un balcon en forêt (1958) que se produit la rupture, puisque pour la première fois l'univers de la fiction se confond avec l'univers réel. Confusion qui reste partielle, toutefois, puisque si l'action se déroule dans les Ardennes, à la frontière entre la France et la Belgique, les lieux qui constituent le cœur de la fiction portent des noms fictifs (Moriarmé, Les Falizes). De même, dans la nouvelle « La Presqu'île », le nom de Guérande est masqué par son nom breton de Coatliguen. Il n'en reste pas moins qu'à partir de ce moment, le besoin de fiction semble se faire moins impérieusement ressentir, que la mise à distance de la vie et de l'expérience de l'auteur devient moins nécessaire, voire est ressentie comme un détour inutile. L'imaginaire ne se substitue plus au réel : « dans l'œuvre tardive, explique Michel Murat, le mythe colore le réel plus qu'il ne le construit. »

### La littérature fragmentaire
C'est à partir de 1954, soit au moment même où il se rendait compte que le roman qu'il était en train d'écrire était dans une impasse, que Julien Gracq commence à écrire sur un nouveau support : le cahier (il avait auparavant l'habitude d'écrire sur des feuilles volantes). Il entreprend alors d'écrire dans une forme nouvelle pour lui : de petits textes non fictionnels et sans lien précis les uns avec les autres. Ce type d'écriture, d'abord marginal dans la production de l'écrivain, va peu à peu remplacer l'écriture de fictions, au point que, hormis La Forme d'une ville (1985), pour lequel il revient aux feuilles volantes, toute sa production écrite postérieure à La Presqu'île (1970) ne se fera plus que sur ces cahiers, à raison d'un peu moins de quatre-vingts pages par an environ.
Les textes de ces cahiers ne sont nullement des brouillons, des esquisses préparatoires pour des œuvres futures : tous, qu'il s'agisse de notes brèves ou de fragments plus longs et plus élaborés, sont littérairement achevés et, comme pour les romans, on y décèle peu de ratures et de reprises,. Il ne s'agit pas non plus d'esquisses de journal intime, pas plus que de notes prises sur le vif, y compris pour les textes qui, consacrés à Rome, sont réunis dans Autour des sept collines (1988). L'esthétique à laquelle obéit le plus « cette prose désamarrée de toute urgence romanesque » doit selon Bernhild Boie être recherchée du côté du fragment romantique, tel qu'il a été défini par Friedrich Schlegel :
« Pareil à une petite œuvre d'art, un fragment doit être totalement détaché du monde environnant, et clos sur lui-même comme un hérisson. »
Michel Murat en revanche montre quelques réticences à utiliser le terme de « fragments », qui pour lui véhicule trop de connotations théoriques difficilement applicables à l'esthétique des textes de Gracq qui, loin d'être refermés sur eux-mêmes comme des hérissons, communiquent « par tous les éléments de [leur] substance avec d'autres textes du même ordre, avec l'expérience intime, avec la mémoire des livres écrits et lus. »

## Préférences et réticences

### Le surréalisme

#### La figure d'André Breton
Si la découverte du surréalisme, à travers la lecture de Nadja au début des années 1930, a été pour Julien Gracq une révélation, c'est surtout à travers la rencontre avec André Breton qu'elle devait opérer : le premier n'a jamais caché l'admiration qu'il portait à son aîné, avec lequel il était lié par une amitié « un peu cérémonieuse » depuis leur rencontre à Nantes en 1939. Et c'est par lui et à sa demande que Gracq a, de manière parcimonieuse, participé aux activités surréalistes, notamment en publiant des poèmes en prose dans des revues surréalistes (ceux-là mêmes qui seront réunis sous le titre de Liberté grande en 1946), en acceptant de figurer sur une photo des membres du groupe surréaliste en 1952 et en intervenant, vers la même époque, aux côtés de Breton dans deux polémiques, la première tournant autour du christianisme présumé d'Alfred Jarry, l'autre concernant un supposé déviationnisme de Breton par rapport aux principes de l'athéisme.
Mais c'est surtout avec l'essai de 1948, André Breton, quelques aspects de l'écrivain, que se manifeste, à la fois l'hommage de Gracq vis-à-vis de « l'intercesseur » qu'a été pour lui, après Edgar Allan Poe, Stendhal et Wagner, le chef de file du surréalisme, et la prise de parti de Gracq en faveur de ce mouvement.
Le groupe surréaliste n'est pourtant évoqué dans l'essai qu'à travers la figure de Breton, et il est perçu comme constituant presque le prolongement organique de ce dernier, sans que Gracq se sente tenu de s'arrêter à ces autres figures majeures du mouvement qu'ont été Aragon, Artaud, Ernst ou Desnos. L'itinéraire de Breton y est décrit comme réactivant à l'époque moderne le schème mythique de la Quête, celle de la Toison d'Or ou celle du Graal, celui grâce à qui le merveilleux traverse les siècles depuis le Moyen Âge du roi Arthur et de Tristan, après que le flambeau est passé par les mains de Novalis, Rimbaud et Lautréamont. L'aspect mystique (mais surtout pas chrétien) de la démarche surréaliste est souligné, l'auteur allant jusqu'à comparer « la haute période du surréalisme » « à l'état naissant d'une religion avortée », et les affinités entre le surréalisme et le romantisme allemand (pour lequel Gracq n'a jamais caché son intérêt) sont plusieurs fois évoquées.
Le dernier chapitre de l'essai, D'une certaine manière de « poser la voix », est consacré à une analyse du style d'André Breton, dont Gracq relève deux éléments essentiels : un usage à la fois singulier et protéiforme des italiques, et une syntaxe particulière, qu'il baptise du nom de « phrase-déferlante ». L'italique, chez Breton, ne servirait pas tant à signaler « de façon mécanique » la présence dans la phrase d'un terme technique ou d'un « mot courant pris dans une acception rigoureusement particulière et déjà définie », qu'à « irradier » d'un bout à l'autre la phrase dans laquelle il est incorporé, à y faire passer « un influx galvanique », « une secousse nerveuse qui la vivifie et la transfigure . » Il signale ainsi souvent « le point focal autour duquel la pensée a gravité », et autour duquel « la phrase s'organise d'un jet, prend son sens et sa perspective. » C'est le langage de l'analyse musicale qui est alors mobilisé pour rendre compte de ces usages des italiques : le mot ainsi souligné fait sentir, « par rapport à la phrase, la vibration d'un diapason fondamental  », qui « déclenche à l'intérieur même de la langue tout un jeu de claviers. » Quant à la « phrase déferlante », elle s'oppose à la « phrase conclusive » : là où cette dernière se trouve « conditionnée de toutes parts par le contour rigide et pressenti de ses voisines et ne cherche plus qu'à s'imbriquer dans le contexte — à résoudre un problème mécanique d'emboîtement  », la phrase déferlante vise avant tout à conserver et à projeter le plus loin possible l'élan de spontanéité initial d'où elle a surgi, sans que soit prémédité son point de chute. Ainsi, chez Breton, « jamais […] la phrase n'est calculée en vue de sa fin — jamais sa résolution finale, si brillante qu'elle puisse parfois apparaître, ne se présente autrement que comme un expédient improvisé sur le champ, une dernière chance qui permet de sortir comme par miracle de l'impasse syntaxique. »
Cette analyse du style de Breton n'est pas sans faire écho au propre style de Gracq, au point que l'on a souvent dit que ce chapitre constituait une sorte d'autoportrait littéraire de son auteur, qui se serait assimilé André Breton de la même manière que celui-ci s'était incorporé Jacques Vaché. Ainsi, cet essai, « le plus lucidement tendancieux, le plus fidèle, le plus magnifiquement amoureux » qu'on ait consacré à Breton semble avoir été écrit « dans une prose rivale, comme pour s'incorporer un mystérieux pouvoir d'engendrement », celui qui est prêté dans André Breton au chef de file du mouvement surréaliste.
Toutefois, s'il obéit à un désir né depuis la lecture de Nadja d'écrire sur André Breton, l'essai éponyme de Julien Gracq n'est pas délié de l'actualité littéraire de son époque : écrit en 1946, il ne pouvait qu'être partie intégrante du débat de l'après-guerre sur la pertinence ou non de se référer au surréalisme comme point de référence, point de vue contesté notamment par un Jean-Paul Sartre, un Roger Vailland ou encore un Tristan Tzara. En divers endroits de l'essai de Julien Gracq se repère la marque de l'inscription de son André Breton dans cette polémique d'époque : l'invocation de Benjamin Péret et à son pamphlet contre la poésie engagée (Le Déshonneur des poètes) pour définir le surréalisme, l'allusion transparente à l'Existentialisme dans la mention de « l'intellectualisme le plus desséché », etc..

#### Portée du surréalisme
La dimension polémique n'est pas absente non plus de la conférence intitulée « Le surréalisme et la littérature contemporaine » prononcée à Lille, puis à Anvers en 1949. Il est faux, y explique Gracq, de prétendre avec Sartre et les siens que le surréalisme n'est pas un mouvement engagé. Au contraire, ses animateurs ont engagé leur vie « dans une zone hautement dangereuse, une zone à haute tension, où Artaud a laissé sa raison, Cravan, Vaché, Rigaut, Crevel, leur vie. » Grâce au surréalisme, la littérature ne peut plus être considérée comme un passe-temps, comme une activité de loisir. Cet engagement, explique Gracq, est un engagement profond en faveur de l'Homme, un questionnement sur ce qu'il est, sur « ce que sont ses espoirs permis, ses pouvoirs réels, ses limites, ses perspectives et ses définitives dimensions. » Selon l'auteur d'André Breton, ce sont en définitive les mêmes problèmes que ceux que se pose l'humanisme contemporain, celui d'un Jean-Paul Sartre, d'un Albert Camus, d'un André Malraux. Mais l'humanisme de ces derniers, marqué par les défaites de la guerre récente, « se trahit avant tout à ses pâles couleurs et à son extraordinaire manque de santé » : à cause de ceux-là, « jamais peut-être la figure de l'homme n'a été plus systématiquement rétrécie, plus soulignée son impuissance, plus condamnée son espérance, plus approfondi son souci ». Face à eux, le surréalisme représente « l'affirmation plus que jamais nécessaire, la réserve inentamée d'un formidable optimisme [...] En face de l'homme à terre, qui est le thème préféré de la littérature d'aujourd'hui, le surréalisme dresse la figure de l'homme en expansion, triomphant un jour de la mort, triomphant du temps, faisant enfin de l'action la sœur même du rêve. »
De toute façon, quoi qu'en puissent dire ses détracteurs, le surréalisme a déjà gagné : ayant atteint à ce niveau de profondeur « qui donne à la littérature d'une époque, par-delà des ressemblances toutes formelles, un air de famille qu'elle ne se connait pas elle-même et qu'on lui reconnait un siècle après », il a trouvé quels étaient pour le XXe siècle les équivalents de ce que furent pour leur temps « les potences de Villon, les Grecs de Racine, les châteaux lézardés des romans noirs à la veille de 89. » Autrement dit, il a su être « un détecteur incomparable des tendances du subconscient de son époque » ; il lui a donné ses « totems ».

#### Limites de l'engagement surréaliste
Si André Breton est resté pour Julien Gracq « un recours obscurément disponible », celui-ci s'est toujours tenu à l'écart des activités du groupe surréaliste en tant que tel, s'abstenant notamment de signer les déclarations collectives même lorsqu'elles ont touché aux deux polémiques auxquelles il avait pris part à titre individuel. Plusieurs facteurs ont contribué à le faire se tenir à distance des manifestations surréalistes : l'héritage de Dada, en lequel il ne se reconnaît pas, la proximité du mouvement avec le Parti communiste (que Gracq avait quitté après l'annonce du pacte germano-soviétique), la conviction que l'engagement collectif était incompatible avec son activité d'écrivain. Qui plus est, Gracq ne s'intéresse guère à l'écriture automatique, à laquelle il n'accorde d'autre vertu que d'avoir, en tant qu'elle relève « du « génie » individuel aussi bien que toute autre activité littéraire consciente », permis l'éclosion de « textes aussi peu gouvernés que ceux du Poisson soluble » d'André Breton.
La mort de ce dernier en 1966 contribue encore davantage à détacher Julien Gracq du surréalisme, dont les dernières manifestations collectives, dans les années 1960 (happenings érotiques, Exécution du testament du marquis de Sade) ne correspondent guère à sa sensibilité. Sur le plan esthétique, la distance est depuis longtemps prise : à l'automne 1946, alors qu'il écrivait son essai sur Breton, Gracq entamait également l'écriture d'un roman « dont le sujet — l'Histoire — devait le porter loin d'André Breton et du surréalisme », explique Bernhild Boie. Avec Un Balcon en forêt, commencé en 1955, la rupture semble consommée : l'abandon de l'épisode de la messe de minuit initialement programmé, et vers lequel devait converger tout le récit, constitue pour Michel Murat l'un des signes que « la question surréaliste est bien éteinte : elle emporte avec elle le sacré et les univers fictifs du « roman ». » On a toutefois pu déceler dans ce livre, où le cadre réaliste se mue perpétuellement par anamorphose en un cadre-rêverie hérité de l'univers du conte féerique, comme un rappel du fameux objectif assigné par André Breton dans le Second manifeste du surréalisme en 1930 :
« Tout porte à croire qu'il existe un certain point de l'esprit d'où la vie et la mort, le réel et l'imaginaire, le passé et le futur, le communicable et l'incommunicable, le haut et le bas, cessent d'être perçus contradictoirement. Or, c'est en vain que l'on chercherait à l'activité surréaliste un autre mobile que l'espoir de détermination de ce point. »
Selon Hubert Haddad, l'entreprise de Julien Gracq n'a, à sa manière, jamais eu d'autre mobile que l'espoir de détermination de ce point.

### La littérature fantastique

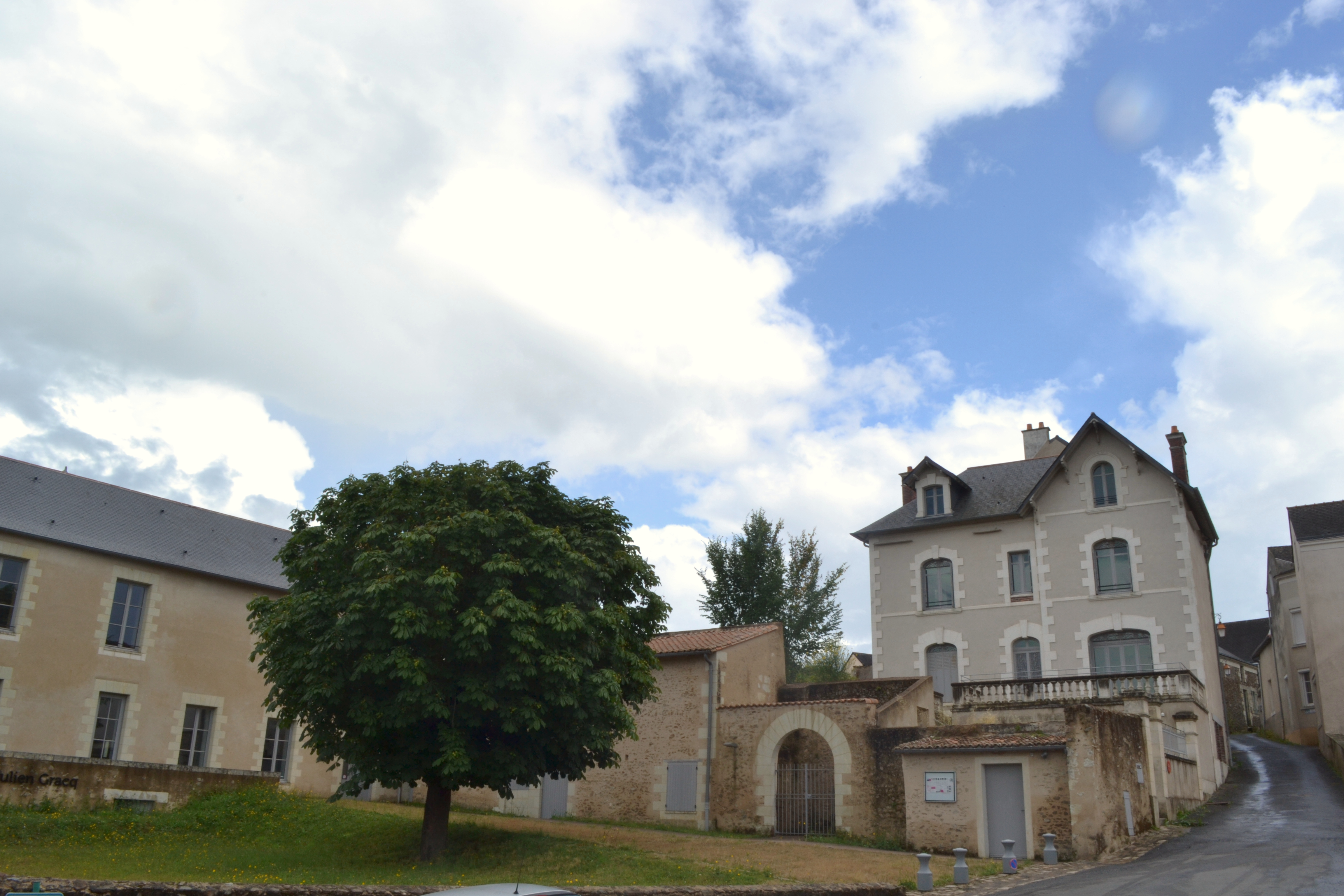
La Maison Julien-Gracq à Saint-Florent-le-Vieil.

Julien Gracq est également lecteur de Poe, de Novalis et de Tolkien, dont Le Seigneur des anneaux lui a causé « une forte impression ».

### Critique de la critique littéraire
Si l'œuvre de Julien Gracq a rapidement engendré une foule de commentaires et d'analyses universitaires, leur auteur s'est souvent montré dubitatif, voire hostile face aux entreprises exégétiques, qu'elles concernent ou non ses propres ouvrages. Outre la réserve qui l'a conduit à se maintenir à distance du premier grand colloque organisé autour de son œuvre, auquel il n'a pas participé, Gracq, à plusieurs reprises, a précisé dans ses livres quels étaient ses griefs contre la critique savante (ce qui ne l'a pas empêché à l'occasion de recevoir des chercheurs travaillant à l'exégèse de ses livres).
Dans un des fragments de Lettrines  (1967), Julien Gracq a ainsi reproché à celle-ci de tronquer ses objets d'étude pour les faire entrer dans le lit de Procuste de la théorie :
« Psychanalyse littéraire — critique thématique — métaphores obsédantes, etc. Que dire à ces gens qui, croyant posséder une clef, n'ont de cesse qu'ils aient disposé votre œuvre en serrure ? »
Ce qui est visé ici au premier chef, ce sont quelques-unes des grandes théories interprétatives de l'époque : la critique psychanalytique, le freudo-marxisme et la méthode psychocritique de Charles Mauron, qui avait en 1963 publié Des métaphores obsédantes au mythe personnel (chez le même éditeur que Julien Gracq.) Quant à la critique thématique, elle vise peut-être directement Jean-Paul Weber, qui dans ses Domaines thématiques (Gallimard, 1963) avait entrepris de commenter, entre autres, les écrits de Gracq lui-même. Une allusion peu amène à « la critique du non-langage et de « l'écriture au degré zéro » dans Préférences (1961) laisse à penser qu'il ne tenait pas non plus en haute estime les premiers écrits théoriques de Roland Barthes. Mais ce que Gracq, de façon plus générale, reproche à la critique littéraire, à une époque où triomphe la nouvelle critique, c'est sa volonté d'épuiser les significations et les effets des œuvres dont elle s'occupe, sa prétention à détenir un principe d'explication global et définitif. Julien Gracq a déplié cette critique dans plusieurs directions.
L'une de ces directions le conduit à s'interroger sur la dimension pétrifiante des catégories de l'histoire littéraire. Prenant l'exemple de Baudelaire, Gracq s'est amusé du fait que, suivant l'angle sous lequel elle approche son œuvre, celle-ci apparaît à la critique, ou bien comme une manifestation tardive du romantisme, ou bien comme constituant l'avant-garde annonciatrice du symbolisme. Or, explique-t-il dans En lisant en écrivant, « tous les mots qui commandent à des catégories sont des pièges », dans la mesure où, au lieu de les prendre pour ce qu'ils sont, c'est-à-dire de « simples outils », on les confond avec « les catégories originelles de la création », censées baliser des frontières qui par nature, surtout lorsqu'elles sont censées circonscrire le champ d'action des chefs-d'œuvre, sont nécessairement approximatives et fluctuantes.
Gracq s'en prend également à la dimension téléologique de cette critique savante, telle qu'elle est majoritairement pratiquée dans les années 1960. Ce que dans une conférence de 1960 intitulée « Pourquoi la littérature respire mal » (repris dans Préférences l'année suivante) il a appelé la « critique du gaillard d'avant. » Située aux avant-postes de la modernité littéraire, elle sait dans quelle direction la littérature se dirige, et d'où doivent venir la nouveauté et l'originalité, par rapport aux perspectives de recherches ouvertes par les œuvres actuelles et passées Or, une œuvre véritablement novatrice n'est pas seulement nouvelle par rapport aux œuvres qui l'ont précédé, elle l'est également par rapport aux perspectives qu'ouvraient ces dernières : ainsi, la vraie nouveauté, explique Gracq, peut très bien être, au sens propre, réactionnaire, comme l'a en son temps été l'œuvre de Stendhal, invisible au milieu du romantisme, « non à cause de ses qualités sans emploi, comme on le dit souvent, mais plutôt parce qu'elle renvoie, de façon agressive, à l'idéologie du Directoire. »
Si les tendances les plus avancées de la critique littéraire des années 1960 sont ainsi épinglées par Julien Gracq, la critique universitaire traditionnelle fait également l'objet de réticences : la recherche patiente et exhaustive des sources des œuvres passe elle aussi à côté de l'essentiel de ce qu'elle prétend éclaircir. En effet, on a beau vouloir retrouver les sources des Liaisons dangereuses ou reconstituer la genèse de Madame Bovary, ce qu'on ne pourra jamais reconstituer, « ce sont les fantômes de livres successifs que l'imagination de l'auteur projetait en avant de sa plume ». Or, ces livres-fantômes, « rejetés par millions aux limbes de la littérature » parce qu'ils n'ont jamais connu un commencement d'exécution, quand bien même ils n'ont jamais existé que dans l'imagination de l'écrivain, sont plus importants que l'étude des brouillons pour comprendre la genèse de l'œuvre écrite. Ils continuent en effet à hanter le livre, « c'est leur fantasme qui a tiré, halé l'écrivain, excité sa soif, fouetté son énergie — c'est dans leur lumière que des parties entières du livre, parfois, ont été écrites. » C'est ainsi que toute la première partie du Balcon en forêt « a été écrite dans la perspective d'une messe de minuit aux Falizes » dont le projet finalement abandonné a informé l'écriture du livre, ou que « Le Rivage des Syrtes, jusqu'au dernier chapitre, marchait au canon vers une bataille navale qui ne fut jamais livrée. »
Mais dans le fond, ce que Gracq reproche à la critique institutionnelle, c'est de se poser en « métier », métier pour lequel il a dans En lisant en écrivant des mots très durs : « quelle bouffonnerie, au fond, et quelle imposture, que le métier de critique : un expert en objets aimés ! » L'agacement de Gracq n'épargne pas même Paul Valéry, pour lequel il éprouve pourtant une certaine sympathie, lorsque ce dernier se lance dans des réflexions sur la littérature qui révèlent « un écrivain chez qui le plaisir de la lecture atteint à son minimum, le souci de vérification professionnelle à son maximum. »
« Sa frigidité naturelle en la matière fait que, chaque fois qu'il s'en prend au roman, c'est à la manière d'un gymnasiarque qui critiquerait le manque d'énergie des mouvements du coït : il se formalise d'un gaspillage d'énergie dont il ne veut pas connaître l'enjeu. »
La métaphore érotique révèle en creux le type de critique littéraire qui trouve grâce aux yeux de Gracq : une critique passionnée, qui n'évacue pas la dimension désirante d'une lecture qui engage le lecteur à la manière d'un coup de foudre, avec ses vertiges et ses dangers, une critique qui relève d'un investissement personnel sensuel et profond :
« Car après tout, si la littérature n'est pas pour le lecteur un répertoire de femmes fatales, et de créatures de perdition, elle ne vaut pas qu'on s'en occupe. »

## Œuvres
Tous les ouvrages de Julien Gracq ont été publiés aux éditions José Corti — il a toujours refusé que ses livres soient publiés au format poche — à l'exception de Prose pour l'étrangère, publié à 63 exemplaires dans une édition hors-commerce, et qui n'est repris que dans l'édition de la Bibliothèque de la Pléiade et dans une édition franco-japonaise  (ISBN 4-7837-2846-1) . L'édition de la Pléiade  compte deux volumes, publiés en 1989 et 1995 sous la direction de Bernhild Boie. Elle regroupe l'ensemble des textes mentionnés dans la bibliographie suivante, à l'exception des deux derniers entretiens parus dans le recueil publié en 2002, de Plénièrement, des Manuscrits de guerre, du récit Les Terres du couchant, du recueil de fragments Nœuds de vie et de La Maison.
- Au château d'Argol (1938)
- Un beau ténébreux (1945)
- Liberté grande (1946)
- André Breton, quelques aspects de l'écrivain (1948)
- Le Roi pêcheur (1948)
- La Littérature à l'estomac (1950)
- Le Rivage des Syrtes (1951)
- La Terre habitable (1951)
- Prose pour l'étrangère (1952)
- Un balcon en forêt (1958)
- Préférences (1961)
- Lettrines I (1967)
- La Presqu'île (1970)
- Lettrines II (1974)
- Les Eaux étroites (1976)
- En lisant en écrivant, 1980
- La Forme d'une ville (1985)
- Proust considéré comme terminus, suivi de Stendhal, Balzac, Flaubert, Zola (1986)
- Autour des sept collines (1988)
- Carnets du grand chemin (1992)
- Entretiens, 2002
- Plénièrement (Éditions Fata Morgana, 2006) Réédition d'un texte d'hommage à André Breton publié dans la NRF en 1967.
- Manuscrits de guerre (2011)[192]
- Les Terres du couchant (2014)[193]
- Nœuds de vie, José Corti (2021), textes inédits rassemblés par Bernhild Boie
- La Maison, José Corti (2023), court récit écrit probablement entre 1946 et 1950. Postface de Maël Guesdon et Marie de Quatrebarbes[194]

### Bibliophilie
- La Terre habitable, avec 6 eaux-fortes de Jacques Hérold, chez J. Hérold, 15 mai 1951, Collection Drosera II, en feuilles, chemise-étui. 119 ex. Typo Jacques Haumont, taille-douce Mme Chassepot (Coron. Hérold illustre... n°7).
- Au château d'Argol, avec 15 eaux-fortes à pleine page de François Lunven, Les Francs Bibliophiles[195], 1968, in-4, en feuilles, chemise et étui.
- La Route, avec huit pointes-sèches de Jean-Michel Mathieux-Marie sur double page dans le texte, Les Bibliophiles de France, 1984, petit in-8 à l'italienne, en feuilles, emboîtage.
- Les Eaux étroites, avec huit eaux-fortes dans le texte de Olivier Debré, Les Pharmaciens bibliophiles[196], 1997, in-folio, en feuilles, emboîtage.

### Discographie
- Les Préférences de Julien Gracq. Entretiens avec Jean Daive et Jean Paget, Ina/France Culture/scam, coll. « Les grandes heures », 211873, 2006 (entretiens radiophoniques, 2 CD)
- Œuvres, Editions Des femmes-Antoinette Fouque, coll. « La bibliothèque des voix », 2004 (lectures par l'auteur d'extraits de ses livres, 2 CD)
- Un balcon en forêt, dit par Alain Carré, Autrement Dit, 2009 (lecture intégrale 5CD ou 1 CD MP3)
- Le Rivage des Syrtes, dit par Alain Carré, Autrement Dit, 2010 (lecture intégrale 9 CD ou 1 CD MP3)

### Adaptations
- La Riva delle Sirti, de Luciano Chailly (opéra adapté du Rivage des Syrtes, 1959)
- Un Beau ténébreux, de Jean-Christophe Averty (téléfilm, 1971)
- Rendez-vous à Bray, d'André Delvaux (film adapté de la nouvelle « Le Roi Cophetua », 1971)
- Un balcon en forêt, de Michel Mitrani (film sorti en 1979)
- La Presqu'île, de Georges Luneau (1986)

### Radio
- La Maison suivi d'extraits de Nœuds de vie, lecture par Olivier Martinaud, réalisation Benjamin Abitan, France Culture[197], 2023

### Musique
- Antoine Bonnet, La Terre habitable, d'après des textes de Julien Gracq, pour trois groupes instrumentaux (1995 - 1998)

- Eric Eract, Pression Aspiration, où Julien Gracq est régulièrement cité en guise de référence (2022)

#### Ouvrages
- Roger Aïm, Julien Gracq - Prix Goncourt 1951 - Histoire d'un refus, Joué-lès-Tours, La Simarre, 2020.
- Roger Aïm, Julien Gracq - Jour d'octobre, Joué-lès-Tours, Christian Pirot, 2016.
- Roger Aïm, Julien Gracq - 3, rue du Grenier à Sel, Rome, Portaparole, 2012.
- Annie-Claude Dobbs, Dramaturgie et Liturgie dans l’œuvre de Julien Gracq, Paris, José Corti, 1972.
- Philippe Berthier, Julien Gracq critique, Lyon, Presses Universitaires de Lyon, 1990. .
- Alain-Michel Boyer, Julien Gracq, Paysages et mémoire, Nantes, éd. Cécile Defaut, 2007. .
- Frédéric Canovas, L'Écriture rêvée, Paris, L'Harmattan, 2000.
- Jean Carrière, Julien Gracq, qui êtes-vous ?, Lyon, La Manufacture, 1986.
- Alain Coelho, Franck Lhomeau, Jean-Louis Poitevin, Julien Gracq, écrivain, Le temps Singulier/SILOE, 1988.
- Antoine Compagnon, Les Antimodernes, de Joseph de Maistre à Roland Barthes, Paris, Gallimard, 2005
- Eric Faye, Le Sanatorium des malades du temps, autour de Gracq, Buzzati, Mann, José Corti, 1994.
- Marie-Annick Gervais-Zaninger et Stéphane Bikialo, Julien Gracq. Un balcon en forêt / La presqu'île, Paris, Atlande, 2007. .
- Simone Grossman, Julien Gracq et le surréalisme, Paris, José Corti, 1980. .
- Hubert Haddad, Julien Gracq. La Forme d'une vie, Paris, Éditions Zulma,, 2004. .
- Pierre Jourde, Géographies imaginaires de quelques inventeurs de mondes au XXe siècle. Gracq, Borges, Michaux, Tolkien, José Corti, 1991.
- Philippe Le Guillou, Le Déjeuner des bords de Loire, Paris, Gallimard, coll. « Folio », 2007.
- Jean-Louis Leutrat, Julien Gracq, Paris, Seuil, coll. « Les contemporains », 1991.
- Jean de Malestroit, Julien Gracq. Quarante ans d'amitié 1967-2007, Saint-Malo, Éditions Pascal Galodé, coll. « Univers littératures », 2008.
- Michel Murat, L'Enchanteur réticent, essai sur Julien Gracq, Paris, José Corti, 2004. .
- Dominique Perrin, De Louis Poirier à Julien Gracq, Paris, Classiques Garnier, 2009.
- Revue Jules Verne 10, entretien inédit de Julien Gracq avec Jean-Paul Dekiss, 2000.
- Jean Pelletier, Julien Gracq, vérités et légendes, Paris, Éditions du Chêne, 2001.
- Maël Renouard, L'œil et l'attente : sur Julien Gracq, Chambéry, Comp'Act, 2003.
- Bernard Vouilloux, Julien Gracq. La Littérature habitable, Paris, Éditions Hermann, 2007.
- Pierre Bergounioux, Deux écrivains français, Paris, Éditions Fario, 2009.
- Philippe Le Guillou, À Argol il n'y a pas de château, Paris, Pierre-Guillaume de Roux, 2014.

#### Revues et ouvrages collectifs
- Jean-Louis Leutrat, Julien Gracq, Cahier de l'Herne no 20, 1972 (rééd. Le Livre de poche, coll. « Biblio-essais », 1997)
- Tonia Cariffa, Julien Gracq : quelques clés pour une grande œuvre, revue Bicolore Roussel - Médecine et culture no 170, octobre 1980.
- Qui vive ? Autour de Julien Gracq (recueil de textes de 29 écrivains consacrés à Julien Gracq), Éditions José Corti, Paris, 1989.
- Revue 303, no 93, novembre 2006. Numéro entièrement consacré à l'écrivain.
- Le Magazine littéraire, no 179, décembre 1981 et no 465, juin 2007. Dossiers consacrés à Julien Gracq.
- La Revue des lettres modernes, série de cinq monographies consacrées à l'œuvre de Julien Gracq.
- Encres de Loire, no 43, janvier 2008. Consacrée à la bibliographie de l'écrivain.
- Europe, n°1007, mars 2013, vol. dirigé par Bernhild Boie.
- La Littérature bretonne de langue française, trois articles par Hervé Carn (p. 249-253), Pascal Rannou: Julien Gracq et la Bretagne: un voisin fraternel et inspiré (p. 255-273), François Labbé: Julien Gracq et la matière de Bretagne (Le Roi pêcheur), (p. 274-278), collectif dir. P. Rannou, Editions Yoran Embanner, 2020.

#### Articles et chapitres d’ouvrages
- Yvon Le Scanff, « Julien Gracq. Une traversée de l'espace romanesque. Le paysage emblématique : Au château d'Argol », Études, vol. 402, no 2,‎ 2005, p. 221-229 (lire en ligne).
- Mathieu Bélisle, « Julien Gracq, entre carnets et romans », Études françaises, vol. 43, no 3,‎ 2007, p. 27-39 (lire en ligne).
- Frank Wagner, « Julien Gracq et le ‘‘Nouveau Roman’’ », Poétique, vol. 155, no 3,‎ 2008, p. 315-332 (lire en ligne).
- Étienne Anheim, « Julien Gracq. L’œuvre de l’Histoire », Annales. Histoire, Sciences Sociales, vol. 65, no 2,‎ 2010, p. 377-416 (lire en ligne).
- Bernhild Boie, « Introduction / Chronologie », dans Julien Gracq, Œuvres, t. I, Paris, Gallimard, coll. « Bibliothèque de la Pléiade », 1989, p.IX-LXXXII.

### Notices
- Ressources relatives à la littérature :   - Internet Speculative Fiction Database
  - NooSFere
- Ressources relatives aux beaux-arts :   - MutualArt
  - Union List of Artist Names
- Ressource relative au spectacle :   - Les Archives du spectacle
- Ressource relative à plusieurs domaines :   - Radio France
- Ressource relative à la recherche :   - Persée
- Ressource relative à l'audiovisuel :   - IMDb
- Notices dans des dictionnaires ou encyclopédies généralistes :   - Brockhaus
  - Den Store Danske Encyklopædi
  - Deutsche Biographie
  - Dictionnaire biographique du lycée Clemenceau
  - Enciclopedia italiana
  - Gran Enciclopèdia Catalana
  - Hrvatska Enciklopedija
  - Internetowa encyklopedia PWN
  - Nationalencyklopedin
  - Munzinger
  - Proleksis enciklopedija
  - Store norske leksikon
  - Treccani
  - Universalis
  - Visuotinė lietuvių enciklopedija
  - Who's Who in France
- Notices d'autorité :   - VIAF
  - ISNI
  - BnF (données)
  - IdRef
  - LCCN
  - GND
  - Italie
  - Japon
  - CiNii
  - Espagne
  - Belgique
  - Pays-Bas
  - Pologne
  - Israël
  - NUKAT
  - Catalogne
  - Suède
  - Vatican
  - WorldCat